# Bettembourg
Bettembourg é uma comuna do Luxemburgo, pertence ao distrito de Luxemburgo e ao cantão de Esch-sur-Alzette.

## Demografia
Dados do censo de 15 de fevereiro de 2001:
- população total: 9.063
  - homens: 4.344
  - mulheres: 4.719
- densidade: 421,73 hab./km²
- distribuição por nacionalidade:

| Nacionalidade  | População | %      |
| -------------- | --------- | ------ |
| luxemburgueses | 6.211     | 68,53% |
| estrangeiros   | 2.852     | 31,47% |
| - portugueses  | 1.261     | 13,91% |
| - franceses    | 349       | 3,85%  |
| - italianos    | 395       | 4,36%  |
| - belgas       | 146       | 1,61%  |
| - alemães      | 118       | 1,30%  |
| - iuguslavos   | 285       | 3,14%  |
| - outros       | 298       | 3,29%  |

- Crescimento populacional:

| Ano        | População |
| ---------- | --------- |
| 15/02/2001 | 9.063     |
| 01/01/2002 | 9.125     |
| 01/01/2003 | 9.163     |
| 01/01/2004 | 9.115     |
| 01/01/2005 | 9.234     |